# All-Ireland Senior Football Championship 1897
L'All-Ireland Senior Football Championship 1897 fu l'edizione numero 11 del principale torneo di calcio gaelico irlandese. Dublino batté in finale Cork ottenendo il quarto trionfo della sua storia.

## All-Ireland Series
Si disputò la finale tra i campioni del Leinster e del Munster visto che in quell'anno non fu giocato il torneo nell'Ulster e nel Connacht non esisteva ancora. La finale si giocò due anni dopo i tornei provinciali.

### Finale
| Dublino 5 febbraio 1899 | Dublino | 0-06 – 0-02 | Cork | Jones' Road (4000 spett.) |